# Roman Mycielski
Roman Edward Alfred Mycielski (ur. 21 października 1933 we Wrześni, zm. 28 listopada 2017 w Warszawie) – polski profesor biologii.

## Życiorys

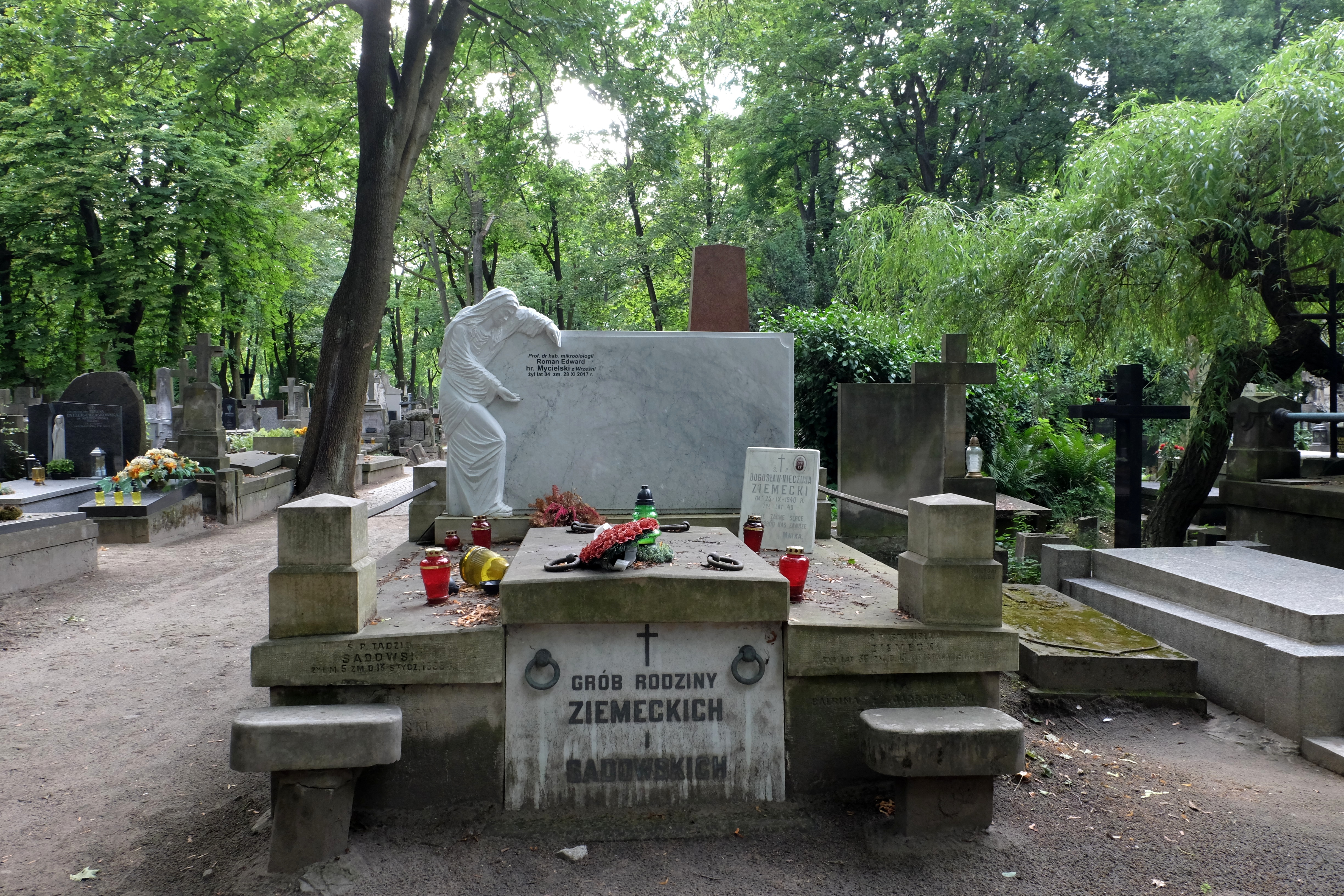
Grób Romana Mycielskiego na cmentarzu Powązkowskim w Warszawie

Syn Stanisława Kostki Mycielskiego i Marii Felicji z Czarkowskich-Golejewskich h. Awdaniec (1909–1994), wnuk Edwarda. Jego rodzina pieczętowała się herbem Dołęga.
Zanim podjął studia uczył się u Ludwika Hirszfelda; pracował jako laborant. W 1956 rozpoczął studia na Uniwersytecie Jagiellońskim; ukończył je w 1962 na Uniwersytecie Warszawskim. Od 1960 był zatrudniony w Katedrze Mikrobiologii UW. W 1969 został doktorem, w 1979 habilitował się. Od 1989 profesor UW i kierownik Zakładu Mikrobiologii Środowisk.
Był wykładowcą Szkoły Wyższej Przymierza Rodzin oraz Wydziału Biologii Uniwersytetu Warszawskiego.
Był autorem ponad 40 prac naukowych oraz wspomnień opublikowanych w książce Pałac na Opieszynie.
Został pochowany na cmentarzu Powązkowskim w Warszawie (kwatera 74-1-30/31).